# مؤسسه فینلای
مؤسسه فینلای یک سازمان کوبایی است که تحقیقات پزشکی و به‌ویژه تولید واکسن انجام می‌دهد. این سازمان به افتخار کارلوس فینلای پزشک کوبایی نامگذاری شده. او اولین شخصی بود که تصور کرد که پشه در بیماری تب زرد درگیر است.
در دوران پاندمی کووید ۱۹ در کوبا، کوبا تحقیقات خودش در توسعه واکسن را اجرا کرد. در مارس ۲۰۲۱، ویسنته ورز، مدیر مؤسسه، یک تأخیر را در توسعه واکسن اعلام کرد و شروع واکسیناسیون جمعیا کوبا را در ژوئیه ۲۰۲۱ تخمین زد.